# کایا کالاس
کایا کالاس (انگلیسی: Kaja Kallas؛ زادهٔ ۱۸ ژوئن ۱۹۷۷) سیاستمدار اهل استونی که از دسامبر ۲۰۲۴، مسئول سیاست‌ خارجی اتحادیه اروپا و نایب‌رئیس کمیسیون اروپا است. او اولین نخست‌وزیر زن استونی بود. او از سال ۲۰۱۸، رهبر حزب اصلاحات استونی شد و همچنین در سال‌های ۲۰۱۱ تا ۲۰۱۴ و ۲۰۱۹، عضو مجلس استونی بوده است. در ۵ مارس ۲۰۲۳ در انتخابات مجلس استونی، حزب اصلاحات به رهبری کایا کالاس، اکثریت کرسی‌های مجلس استونی را به دست آورد.
کالاس از ۲۰۱۴ تا ۲۰۱۸ به عنوان نماینده مجلس اروپا خدمت کرد و نمایندگی اتحاد لیبرال‌ها و دموکرات‌ها را برعهده داشت. وی وکیل است و در زمان عضویتش در مجلس اروپا، نماینده استونی و وکیل ویژه در امور قانون رقابت اروپا و استونی بود. با انتخاب کالاس، استونی در سطح رئیس‌جمهور و نخست‌وزیر از سوی زنان اداره می‌شود. کرستی کالیولاید در سمت رئیس‌جمهوری استونی مشغول فعالیت است.
حزب اصلاحات با ائتلاف با حزب چپ‌گرای مرکز برای تشکیل دولت ائتلافی به توافق رسیدند و دولت کالاس جانشین کابینه یوری راتاس شد که به اتهام دست داشتن در فساد مالی استعفای خود را اعلام کرده بود.
در سپتامبر ۲۰۲۲، در چارچوب طرحی توسط سه کشور مرزی دیگر برای محدود کردن گردشگران روسی، او گفت: «سفر به اتحادیه اروپا یک امتیاز است، نه یک حق انسانی». وی افزود: «غیرقابل قبول است که شهروندان دولت متجاوز بتوانند آزادانه در اتحادیه اروپا سفر کنند، در حالی که در همان زمان مردم در اوکراین شکنجه و قتل می‌شوند». در فوریه ۲۰۲۳، از کالاس به عنوان کاندیدای احتمالی برای جایگزینی ینس استولتنبرگ، دبیرکل ناتو، پس از بازنشستگی مورد انتظار وی در همان سال نام برده شد.
او از ۱ دسامبر ۲۰۲۴، مسئول سیاست خارجی اتحادیه اروپا و نایب رئیس کمیسیون اروپا است. 

## دوران جوانی و تحصیلات
کایا در ۱۸ ژوئن ۱۹۷۷در تالین متولد شد، کایا کالاس دختر سیم کالاس نخست‌وزیر پیشین و چهاردهمین نخست‌وزیر استونی بود، وی بعداً نماینده اروپا شد. در هنگام اخراج شوروی از استونی، مادر وی کریستی، در آن زمان ۶ ماهه بود، او با مادر و مادربزرگش با یک ماشین گاوداری به سیبری تبعید شدند و تا ۱۰ سالگی در آنجا زندگی می‌کرد. پدربزرگ کالاس ادوارد آلور یکی از بنیانگذاران جمهوری استونی در ۲۴ فوریه ۱۹۱۸ و اولین رئیس پلیس استونی از ۱۹۱۸ تا ۲۴ مه ۱۹۱۹ بود.
کالاس در سال ۱۹۹۹ با اخذ مدرک کارشناسی حقوق از دانشگاه تارتو فارغ‌التحصیل شد. وی از سال ۲۰۰۷ در مدرسه بازرگانی استونی تحصیل می‌کرد و مدرک (کارشناسی ارشد مدیریت کسب و کار را در رشته اقتصاد در ۲۰۱۰ دریافت کرد. وی متأهل و دارای سه فرزند است. علاوه بر زبان استونیایی، وی به زبان‌های انگلیسی، روسی و فرانسوی مسلط است.

## فعالیت حرفه‌ای
کالاس در ۱۹۹۹ به عضویت کانون وکلا در استونی درآمد و در ۲۰۰۲ به عنوان وکیل دادگستری به فعالیت پرداخت. وی در شرکت حقوقی Luiga Mody Hääl Borenius و Tark & Co شریک شد و به عنوان مربی اجرایی در مدرسه بازرگانی استونی کار کرد. وی همچنین عضو اتحاد ضد انحصاری اروپا است. در سال ۲۰۱۱، وی به عنوان عضوی از کانون وکلای استونی در وضعیت غیرفعال قرار گرفت. در نوامبر ۲۰۱۸، کالاس خاطرات خود را درمورد (نماینده اروپا: چهار سال در پارلمان اروپا) منتشر کرد، که در آن زندگی و کار خود را از ۲۰۱۴ تا ۲۰۱۸ در بروکسل شرح داده است.

## زندگی حرفه‌ای

### عضو پارلمان استونی (۲۰۱۱–۲۰۱۴)

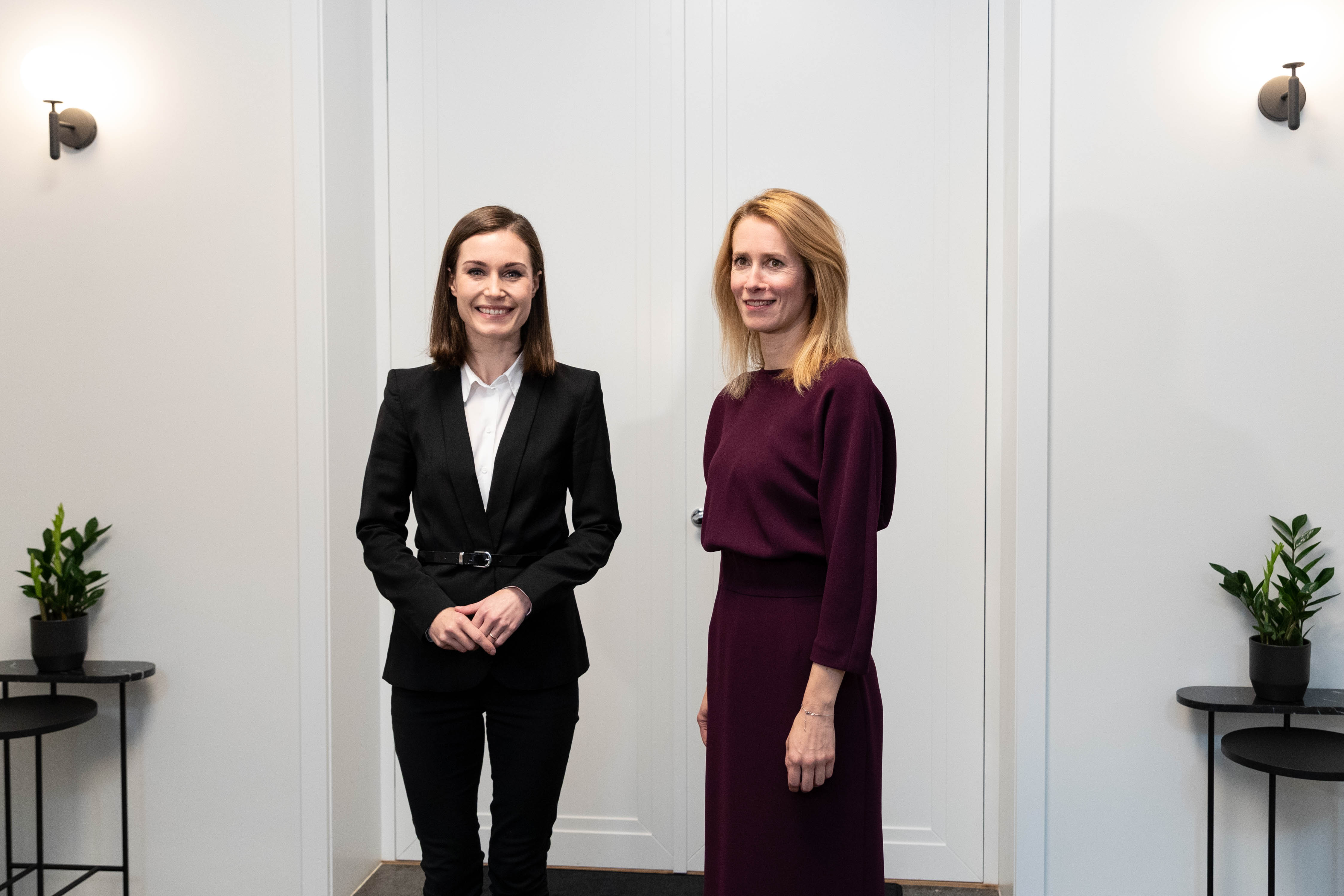
کالاس در ملاقات با سانا مارین، نخست‌وزیر وقت فنلاند در هلسینکی، ۲۰۲۱

در ۲۰۱۰، کالاس به حزب اصلاحات استونی پیوست. او با کسب ۷۱۵۷ رأی در ۲۰۱۱ در انتخابات حوزه انتخابیه شهرستان هاریو و شهرستان رپلا کاندیدای مجلس استونی (ریگیکوگو) شد. وی عضو پارلمان دوازدهم استونی بود و از ۲۰۱۱تا ۲۰۱۴ریاست کمیته امور اقتصادی پارلمان را بر عهده داشت.
در انتخابات ۲۰۱۴، کالاس نامزد پارلمان اروپا شد و ۲۱۴۹۸ رأی کسب کرد. کالاس در پارلمان اروپا در کمیته صنعت، تحقیقات و انرژی به کار پرداخت و در کمیته بازار داخلی و حمایت از مصرف‌کننده نیز نقش داشت. وی نایب رئیس هیئت نمایندگان در کمیته همکاری پارلمانی اتحادیه اروپا و اوکراین و همچنین عضو هیئت نمایندگان در مجمع پارلمانی یورونست و هیئت نمایندگی رابطه با ایالات متحده بود.
کالاس علاوه بر وظایفی که در کمیته خود برعهده داشت، عضو گروه بین‌المللی پارلمان اروپا در دستورکار دیجیتال نایب رئیس گروه بین‌المللی جوانان بود.
کالاس در دوره حضور خود در پارلمان، روی استراتژی بازار دیجیتال، سیاست‌های انرژی و مصرف‌کننده و روابط با اوکراین کار کرد. به‌طور ویژه او از حقوق بنگاه‌های کوچک و متوسط (SME) حمایت کرده و در ادامه از مرزهای تجارت در دنیای دیجیتال که مانع ظهور شرکت‌های نوآور شود دفاع می‌کرد. او طرفدار نوآوری است و به‌طور مکرر از اینکه مقررات نمی‌توانند و نباید مانع انقلاب فناوری شوند تأکید دارد.
کالاس به عنوان گزارشگر در تهیه شش گزارش به اتحادیه اروپا فعالیت داشت: نظر در مورد به اصطلاح مقررات حریم خصوصی الکترونیکی، قواعد به‌کارگیری رباتیکدر قانون مدنی و در مورد گزارش سالانه سیاست رقابت اتحادیه اروپا، و ارائه پیشنهاد جدید برای مصرف‌کنندگان انرژی، و همچنین قانون مربوط به تخلفات و تحریم‌های سفارشی و گزارشی ابتکاری که دربارهٔ بازار واحد دیجیتال نوشت.
در مدت حضور خود در پارلمان، وی همچنین به عنوان رهبر جوان اروپا (EYL40) معرفی شد.
او هم اکنون رئیس سیاست خارجی اتحادیه اروپا است.